# رونه برکه
رونه برکه، (به نروژی: Rune Bjerke) (زاده ۱۷ ژوئن ۱۹۶۰) کارآفرین، بانکدار و مدیر ارشد اجرایی نروژی است، که در حال حاضر به‌عنوان مدیر عامل اجرایی بانک دی‌ان‌بی آسا فعالیت می‌نماید.